# Personaggi di Baccano!
Questa è la lista dei personaggi di Baccano!, serie di light novel creata da Ryohgo Narita ed illustrata da Katsumi Enami. Gli stessi protagonisti compaiono anche nell'anime e nel manga derivati.

## Famiglia Gandor
I Gandor sono una famiglia malavitosa con base a Little Italy. A capo della famiglia ci sono tre fratelli, Keith, Berga e Luck Gandor, che hanno ereditato la famiglia dal padre e sono conosciuti per la loro crudeltà e abilità combattiva. Essi si rifiutano di trafficare in droghe e si arricchiscono attraverso il commercio illegale di alcol, scommesse clandestine e vari casinò. Il quartier generale della famiglia si trova nel seminterrato di una piccola sala da jazz. Poiché il fratello adottivo dei tre Gandor, Claire Stanfield, e Firo Prochainezo della famiglia Martiglio sono amici d'infanzia, le due famiglie sono in buoni rapporti tra di loro. Inoltre i Gandor operano su una scala simile ai Martiglio e controllano un territorio che ha circa la stessa estensione. Altri membri della famiglia sono Chick Jefferson, Maria Balsereit (マリア・バルセリート?, Maria Baruserīto) e Nicola Kasetti (ニコラ・カセッティ?, Nikora Kasetti).

### Keith Gandor
Keith Gandor (キース・ガンドール?, Kīsu Gandōru), maggiore dei fratelli Gandor, i capi della famiglia mafiosa alleata ai Martigio: è perennemente imbronciato e molto silenzioso, e come i suoi fratelli diventa un immortale nel 1930.

### Berga Gandor
Berga Gandor (ベルガ・ガンドール?, Beruga Gandōru), il secondo dei fratelli, è un individuo violento e irascibile. Spesso perde a carte con Keith.

### Luck Gandor
Luck Gandor (ラック・ガンドール?, Rakku Gandōru), il minore dei fratelli Gandor, ma apparentemente il più autorevole nella famiglia, è buon amico di Firo fin dall'infanzia. Di solito si comporta in modo pacato e gentile, ma sa essere spietato con i propri nemici.
Qui copre un ruolo di secondo piano, chiamerà Claire Stanfield, un assassino noto con il nome di vino in suo aiuto per sistemare delle questioni che erano rimaste in sospeso ed entrerà anche contro la sua volontà in conflitto con Dallas Genoard a cui prima rifiuterà ogni tipo di aiuto e poi per le morti di 3 dei suoi uomini lo confinerà in una bara di cemento armato e lo getterà in un lago, questo sapendo che Dallas e i suoi uomini erano diventati immortali. Non mentirà alla sorella di Dallas, Eve Genoard quando verrà da lui a chiederle dove possa trovare il proprio amato fratello. Diventerà immortale con i suoi fratelli nell'occasione in cui Isaac Dian distribuerà senza sapere l'elisir dell'immortalità a tutti i mafiosi.

### Claire Stanfield
Claire Stanfield (クレア・スタンフィールド?, Kurea Sutanfīrudo), amico di infanzia dei Gandor, assassino noto con il nome di Vino (ヴィーノ?, Vīno). Uno dei 2 capotreni del Flying Pussyfoot, di aspetto tranquillo e simpatico è in realtà uno dei peggiori criminali del suo tempo, grazie ai suoi numerosi viaggi uccide in varie città degli USA. Ardente solipsista crede che il mondo esterno sia una sua creazione e perciò di avere il diritto di fare ciò che desidera delle cose e delle persone poiché essi sono frutto della sua mente. Questo lo porta ad avere una sua concezione distorta di moralità, sentendosi superiore a chiunque uccide e tortura senza rimorsi risparmiando solo quelle persone che giudica buone o utili, fra cui Tony il vecchio capostazione e Isaac Dian con la sua compagna, che definisce come importanti. Si innamora a prima vista di Chane Laforet, e decide che sarà la sua sposa.
Amico di infanzia e vicino di casa dei fratelli Gandor, mafiosi americani, alla morte dei suoi genitori viene affidato alla loro famiglia e cresce come se fosse uno dei loro fratelli. Verrà poi reclutato da in un circo dove acquisisce abilità e forza fuori dal comune. Decide quindi di mettere a frutto le sue abilità diventando un assassino a pagamento specializzandosi in vari metodi di tortura.
"Vino" è il soprannome che riceverà osservando con quale cura distrugge le sue vittime rendendoli simili a chicchi di uva, solo quando ci riesce si sente soddisfatto.
Inizia raccontando la storia del Rail Tracer (レールトレーサー?, Rēru Torēsā) all'altro capotreno, ma questi lo interrompe: lui in realtà è uno degli uomini di Huey che nel tentativo di liberarlo decide di compiere una strage sul treno e la sua prima vittima sarà proprio Claire. Grazie al gioco dei flashback si odono colpi di pistola e Jacuzzi Splot vede il corpo di due uomini vestiti da capotreno, per tutti Claire è morto. Solo dopo nel corso della serie si scopre la verità: minacciato con una pistola Vino riesce a disarmare il suo nemico e dopo avergli raccontato il finale della storia, ovvero che l'unico modo per salvarsi dal Rail Tracer è quello di uccidere prima di venire uccisi lo uccide. Trovandosi di fronte Dune travestito da capotreno comprende subito che qualcosa non quadra, e insospettito decide di torturarlo per fargli confessare la verità. Quando scopre che Tony è stato ucciso per gioco decide di completare il suo lavoro rendendo Dune un grumulo di sangue e di assumere l'identità del mostro Rail Tracer per punire il gruppo di Ladd e chiunque altro osi attaccare il treno e i passeggeri che sono sotto la sua responsabilità.
Dopo innumerevoli omicidi si incuriosisce nell'osservare le capacità immortali di Czeslaw Meyer, felice di poter provare nuove torture su un essere che non muore mai. Dopo aver passato diverso tempo con il bambino lo abbandona sotto al treno per osservare la sfida fra Chane e Ladd Russo, inizialmente aveva deciso di affrontare chi fra i due fosse rimasto in vita poi cambia idea e dopo aver fatto abbandonare il convoglio a Ladd minacciando la sua amata chiede a Chane di sposarlo, e se dovesse accettare visto che la donna è muta di incidere la sua risposta sul treno prima di scappare.
Arrivato a New York Clair decide di abbandonare la sua identità di capotreno e lascia il corpo di Dune nella motrice facendo credere che sia il suo. Si ricongiunge quindi con i fratelli Gandor, con cui ha un contratto da assolvere, e al più presto visto che vuole rintracciare Chane, la quale gli ha lasciato un messaggio sul treno dicendo che l'avrebbe atteso a Manhattan. Una volta libero rintraccia la sua amata torturando un po' Nicholas, la spia giornalista del Daily Days, e su consiglio di Rachel le manda un vestito in dono. Durante il loro incontro successivo Vino riesce finalmente a convincere Chane a frequentarlo.

### Chic Jefferson
Chic Jefferson (チック・ジェファーソン?, Chikku Jefāson), addetto alla tortura, uno dei pochi membri della famiglia a non diventare immortale, ama utilizzare forbici molto taglienti sui prigionieri. Lo si osserva poco nella serie, grazie alla minaccia delle sue torture i prigionieri confessano ogni cosa.

## Famiglia Martigio
Altra famiglia mafiosa della città è quella dei Martigio, i suoi due membri più rappresentativi sono costituiti da Firo Prochainezo e dal suo amico Maiza Avaro. Sono in ottimi rapporti con la famiglia Gandor con cui condividono vecchie amicizie.

### Maiza Avaro
Maiza Avaro (マイザー・アヴァーロ?, Maizā Avāro), membro della Camorra, Maiza è stato l'alchimista che ha evocato il diavolo sulla Advena Avis nel 1711, e l'unico ad aver ricevuto da esso la formula completa dell'elisir di immortalità. Ne condivise metà con il fratello minore, Gerd, che poco dopo venne "divorato" da Szilard per impossessarsi di quella conoscenza. Alchimista un tempo ora camorrista è il custode del preparato per ottenere la vita eterna e l'eterna giovinezza, durante tutta la serie non confiderà mai tale segreto a nessuno, solo a suo fratello riferirà parte di esso decretandone la morte. 
Nell'anno 1711 non esistevano gli immortali, vi erano un gruppo di alchimisti che a bordo di una nave volevano invocare il gran demone che li avrebbe resi immortali a loro dire. Sarà Maiza ad invocarlo con il benestare di tutti i presenti, il demone offrirà a loro quello che desiderano chiedendo solo che quando essi si incontrino dicano il loro vero nome. Fra tutti solo Szilard Quates vuole condividere tale scoperta con il genere umano e al rifiuto dei suoi amici decide di ucciderli tutti, ucciderà anche il fratello di Maiza per poi fuggire in mare.
Diventato camorrista, appartenente alla famosa famiglia Martigio diventa amico di Firo Prochainezo che gli farà da padrino, si scontrerà con lui in una sfida armati di coltelli, cerimonia che permetterà a Firo di entrare nella famiglia. Incontrerà di nuovo Szilard e il suo homunculus Ennis, il vecchio mago deciso a scoprire il segreto di come preparare l'elisir sta per uccidere l'immortale ponendogli la mano destra sulla fronte con l'intenzione di divorarlo ma verrà anticipato dal suo amico Firo che nel frattempo era diventato immortale, che lo assorbirà completamente. Non salirà sul treno ma attenderà con impazienza l'arrivo di un suo caro amico, Czeslaw Meyer.

### Firo Prochainezo
Firo Prochainezo (フィーロ・プロシェンツォ?, Fīro Puroshentso), un giovane membro della famiglia camorrista Martigio, amico di Maiza, dei fratelli Gandor e di Clair e innamorato di Ennis. Anche lui diviene immortale nel 1930; nel 1934 viene rinchiuso ad Alcatraz insieme ad Isaac. Gentile, disponibile sin dalla sua prima apparizione aiuta chi è in difficoltà anche se è un camorrista, del clan dei Martigio di cui è a capo, amico del suo braccio destro Maiza Avaro, sembra attratto da Ennis un homunculus con le sembianze da donna.
Amico di infanzia dei fratelli Gandor, entra nella camorra e viene curato nell'aspetto proprio dal suo amico Maiza. Durante una delle sue solite passeggiate incontra Ennis davanti ad un incendio e prima di poter parlare con lei fugge perdendo un bottone che il ragazzo raccoglie.
Cercandola si imbatte in Dallas Genoard, un criminale disprezzato da tutti che stava picchiando con l'aiuto di alcuni suoi amici un vecchio; il ragazzo lo aiuta mettendo a tappeto l'intero gruppetto. Per un po' di tempo perde di vista la ragazza e si dedica alla carriera. Dopo aver sconfitto Maiza in uno scontro con i coltelli viene eletto membro della famiglia. Firo si accorge che stranamente la ferita che aveva inflitto all'amico era guarita improvvisamente ma Avaro non gli fornisce spiegazioni. Durante la cerimonia fa la conoscenza di Isaac Dian e Miria Harvent che gli versano da bere. Qui irrompe il maestro di Ennis, Szilard Quates che si rivela essere un immortale pari di Maizo a cui cerca da secoli di strappargli un oscuro segreto, spara contro tutti i suoi compagni compreso Firo e nell'istante in cui sta per uccidere l'immortale Firo appare d'innanzi a lui e spinto dalla stessa Ennis lo divora, assorbendone i poteri. Il liquido che gli avevano offerto durante la cerimonia era l'elisir dell'immortalità. Non prenderà il treno ma aspetterà che scendano da esso i suoi vecchi amici Isaac, Miria e Claire Stanfield.

### Ronnie Sukiart
Ronnie Sukiart (ロニー・スキアート?, Ronī Sukiāto), incarnazione del grande demone che per mantenere fede ad una promessa deve controllare il lavoro di Maiza, per aspetto ricorda molto Luck Gandor. Anche in forma umana è solito pronunciare la frase "ah, ma va bene" (まあいい?, maa ii).

### Ennis
Ennis (エニス?, Enisu), l'ultimo homunculus creato da Szilard come proprio servitore, ha recentemente iniziato a sviluppare sentimenti umani e indipendenza di pensiero ed in seguito all'incontro con Isaac e Miria e con Firo decide di ribellarsi al comando dell'alchimista, fornendo a Firo le indicazioni per distruggerlo. Creata e non generata da Szilard Quates per cui non prova alcun sentimento cerca una famiglia e grazie alla coppia di ladri alla fine realizzerà in parte il suo desiderio.
Dopo aver investito Isaac Dian e Miria Harvent si dedica ai compiti richiesti dal suo creatore ritrovare l'elisir dell'immortalità che ha un suo collaboratore. La ragazza si reca da lui ma la sua abitazione è incidentalmente in fiamme, qui si scontra con Firo Prochainezo e nella colluttazione perde un bottone. Il ragazzo la cercherà con l'intenzione di restituirgli il bottone perso, per poi trovare invece il vecchio che stava cercando la donna difendendolo da dei ragazzi che lo stavano picchiando. Andando di fretta trova infine il vecchio ma senza elisir che era stato derubato da Dallas Genoard, un piccolo delinquente. Inviata ora alla ricerca di Dallas lo trova in compagnia dei due ragazzi che prima aveva travolto con l'auto dispiaciuta per loro che non l'hanno riconosciuta stringe una grande amicizia. In seguito incontra di nuovo Firo e i suoi nuovi amici e all'ordine impartitole di ucciderli Ennis si ribella cercando di uccidere il suo padrone che decide di disattivarla. Prima che ciò accada Firo, diventato nel frattempo immortale al pari del maestro della donna uccide Szilard inglobando i suoi poteri e conoscenze e con esse salva Ennis. Non prenderà parte al viaggio ma aspetterà con impazienza Isaac e Miria che le porteranno in dono un "fratello": Czeslaw Meyer. Sarà proprio lei il motivo per cui i due ragazzi decidono di partire.

## Famiglia Russo
Famiglia rivale delle precedenti entra in conflitto con la gang di Jacuzzi che uccide 3 loro membri, fra loro Ladd Russo è il cecchino, colui chiamato a risolvere le situazioni più difficili.

### Ladd Russo
Ladd Russo (ラッド・ルッソ?, Raddo Russo), mafioso che condivide con i suoi amici intenti sadici, abile con le armi e con i pugni, uccide chiunque pensi di non poter essere ucciso. Biondo, robusto, sadico, ama uccidere chi pensa di essere al sicuro, risparmiando solo suo zio anche se minaccia di eliminarlo, ha diversi uomini che credono in lui e che hanno la stessa inclinazione sadica ma la loro vita sembra non importargli, infatti cammina sopra il cadavere dei suoi sottoposti senza alcun scrupolo. Ha uno strano rapporto con la sua compagna Lua Klein: lui afferma di voler ucciderla ma che prima di farlo deve uccidere tante altre persone e quindi le chiede di stargli accanto sino al momento in cui sarà il suo turno di morire. A discapito delle parole lei è l'unica persona a cui sembra tenere davvero. Dopo essersi battuto con Claire Stanfield dovrà abbandonare il treno proprio per salvare la donna finendo con il ferirsi gravemente. Fra tutti i suoi compagni sembra legato più a Dune che definisce il migliore.
Mafioso al servizio di suo zio, cecchino autore di numerosi omicidi efferati, interviene durante una riunione di suo zio dove si stava lamentando dell'uccisione di tre dei suoi uomini compiuta da Jacuzzi Splot, Ladd informa il suo parente della sua idea: rapinare un treno pieno di facoltosi, il Flyng Pussyfoot, così dopo averne ucciso una metà dovrebbe ricevere un lauto riscatto. Così insieme a tutti i suoi uomini vestiti interamente di bianco decidono di salire sul treno. Lamentandosi di non poter partecipare al massacro perché tale onore era toccato ai suoi sottoposti, inizia a danzare con la propria compagna. Incuriosito decide di dare un'occhiata. Dopo un primo incontro con Jacuzzi che lo incuriosisce viene attratto dal rumore di spari provenire dalla carrozza ristorante. Un gruppo di uomini interamente vestiti di nero aveva deciso di sacrificare tutte le persone sul treno nel tentativo di salvare Huey, il loro capo, dalla prigione dove era rinchiuso. Russo si diverte ad ucciderli iniziando da quelli che avevano assaltato il vagone ristorante. Czeslaw Meyer pensa che possa essere utile per i suoi fini, uccidere i possibili immortali presenti sul treno, riesce a parlare con lui chiedendogli in cambio prima di soldi e poi di protezione di sterminare tutti i presenti sul vagone ristorante, Ladd stava per accettare quando vede nel bambino un sorriso di superiorità, a quel punto lo uccide.
Nel frattempo Claire Stanfield, il capotreno ma anche noto assassino con il nome di "Vino", decide di massacrare le due fazioni iniziando da Dune, uno dei più cari compagni di Ladd. Russo alla vista dei cadaveri dei suoi compagni orrendamente mutilati, si eccita pensando a quale individuo speciale sia riuscito a fare tanto. Salito sopra il treno incontra la figlia di Huey, Chane Laforet, inizia a combattere contro di lei per poi scoprire dai compagni della donna che suo padre è immortale. Convinto che non vi sia nulla di più bello che uccidere chi si crede immortale provoca la donna dicendole che ucciderà suo padre, Chane muta, reagisce con attacchi sempre più irruenti che non provocano alcun effetto. Interviene Vino che offende con le sue parole Ladd, definendosi una divinità e facendo capire che sia stato lui ad avere ucciso Dune e gli altri, ma i due avranno solo un piccolo scontro, Lua salita sul treno sarà minacciata dall'assassino e Ladd, per salvarla, si getterà dal treno con lei perdendo parte del braccio sinistro.

### Lua Klein
Lua Klein (ルーア・クライン?, Rūa Kurain), fidanzata di Ladd, anche se minacciata in continuazione sembra non sia realmente spaventata da lui e a causa sua che Ladd abbandona il treno.

### Graham Specter
Graham Specter (グラハム・スペクター?, Gurahamu Supekutā) è un meccanico e un uomo di fiducia di Ladd.

### Dune
Dune (デューン?, Deyūn), amico di Ladd sadico come lui, ucciderà Tony l'anziano capostazione per prendere il suo abito da capotreno, verrà smascherato da Vino, torturato e ucciso da lui.

## Gang di Jacuzzi
Non hanno un nome proprio anche se costituiscono un gruppo che si mettono contro la famiglia Russo, all'inizio erano dediti alla vendita di alcool, anche se molti dei suoi membri sono sempre stati abili con le armi.

### Jacuzzi Splot
Jacuzzi Splot (ジャグジー・スプロット?, Jagujī Supurotto), capo di una gang e produttore di alcool, entra in conflitto con la famiglia Russo, suo malgrado saranno in 3 a perdere la vita causando una guerra che porterà la morte di 8 dei suoi amici. Timido, con un tatuaggio in volto a forma di spada, sempre impaurito e mai sicuro di sé, piange in continuazione, ma come affermerà verso la fine della serie piange quando non vi è da versare lacrime così nel momento del bisogno potrà affrontare i pericoli senza fuggire. Anche nei sentimenti si dimostra molto insicuro, tanto che non aveva mai baciato, prima delle avventure narrate nella serie, la sua compagna Nice Holystone.
Ufficialmente vive onestamente con il commercio di alcool, ma ciò ha portato l'interessamento della famiglia malavitosa Russo, Jacuzzi allora agisce in maniera del tutto inaspettata in un giorno solo rapina 18 negozi appartenenti alla famiglia mafiosa. Essi arrivano a minacciare lo stesso Splot. Anche se lui non vorrebbe i suoi amici lo difendono uccidendoli. Questo scatena una guerra fra le due "famiglie" che porterà la morte di otto del suo gruppo, Jacuzzi si sentirà responsabile della loro morte. Con l'amata Nice Holystone e i due fratelli di lei Donnie e Nick decide di salire sul treno, con l'intenzione di rapinarlo, senza sapere che su di esso è caricato molto esplosivo.
Spinto da Nice fa amicizia con Miria Harvent e Isaac Dian, i due conquistano subito la sua amicizia e lui ride come non faceva da tanto tempo. Interessato al racconto sul Rail Tracer, il mangiatreni, narrato da Isaac quasi impazzisce quando scopre che i due non ricordano come si possa salvarsi dal mostro. Il cuoco gli racconta che il capostazione conosce il finale e subito corre per saperlo, rincorso dalla ragazza. Dopo essersi scontrato con Ladd Russo che non lo riconosce, arriva sino alla cabina dove osserva i cadaveri di quelli che appaiono come i due capostazione: a sentire Jacuzzi è troppo tardi, il Rail Tracer ha iniziato la sua strage. Al secondo incontro con Russo quando si presenta al ragazzo dimostra che non ha paura di lui, libera i suoi amici rapiti da una misterioso gruppo vestito di nero affrontando alla fine il loro capo, armato di lanciafiamme, Jacuzzi alla fine riesce a sconfiggerlo. Alla fine del viaggio sopravvive, il mostro ha pietà per lui e non lo uccide.

### Nice Holystone
Nice Holystone (ニース・ホーリーストーン?, Nīsu Hōrīsutōn), l'amata di Jacuzzi, ama le esplosioni perde un occhio in una di esse. Bionda con un occhio solo, esperta e appassionata di esplosivi, proprio a causa di tale passione perde l'uso dell'occhio sinistro. Prova un grande affetto per Jacuzzi anche se viene baciata da lui per la prima volta sul Flying Pussyfoot dopo anni di fidanzamento.
Ufficialmente con la sua famiglia e con Jacuzzi vivono con il commercio di alcool questo ha portato l'interessamento della famiglia malavitosa Russo che arrivano a minacciare lo stesso Splot. Nice e i suoi amici uccidono i sicari scatenando una guerra fra le due "famiglie" che porterà la morte a otto del suo gruppo. Con i suoi due fratelli Donnie e Nick e con Jacuzzi decide di salire sul treno con l'intenzione di rapinarlo. Nice osservando Miria Harvent e Isaac Dian e su come si divertono spinge il suo amato a far conoscenza con i due sperando che ciò gli porti giovamento. Quando lui si spaventa al sentire la storia sul Rail Tracer e fugge verso il vagone del capotreno, la ragazza lo insegue con Donnie, mentre dà a Nick il compito di sorvegliare la carrozza ristorante. Dopo un primo incontro con Ladd Russo, uno degli uomini più fidati della famiglia con cui sono in guerra, la ragazza osserva di nascosto la sfida fra lui e Chane Laforet, capendo che non può fare nulla contro di loro. Rapita dagli uomini in nero, amici di Chane, figlia di Huey Laforet, persone che hanno assaltato il treno con l'intenzione di liberare il loro capo ora in prigione; alla fine riesce solo a fuggire e a far esplodere qualche bomba, riuscendo sino alla fine a salvarsi.

### Nick Holystone
Nick Holystone, fratello di Nice, abile con i coltelli decide di rapinare il vagone ristorante sotto false istruzioni della sorella vedendo un conflitto a fuoco e due rapine già in corso decide di ritirarsi.

### Donnie
Donnie, energumeno che a fatica riesce a camminare lungo il corridoio del treno.

## Alchimisti
Tutti riuniti nel 1711 sulla nave Advena Avis gli alchimisti invocarono il grande demone per riuscire ad esaudire il loro grande desiderio: diventare immortali ed eternamente giovani, il demone apparirà prima che l'invocazione termina e giocando quasi con loro gli regalerà quello che cercavano, fra gli altri vi era anche Maiza Avaro poi membro della famiglia mafiosa dei Martigio.

### Szilard Quates
Szilard Quates (セラード・クェーツ?, Serādo Kwētsu), il primo alchimista a bere l'elisir dell'immortalità sull'Advena Avis, "divorò" diversi compagni tra cui il fratello minore di Maiza, dal quale ottenne la conoscenza parziale della formula dell'elisir. È riuscito a creare un elisir imperfetto, in grado di dare l'immortalità dalle ferite fisiche ai suoi seguaci, ma che non previene la morte per invecchiamento, e lui ed i suoi seguaci stanno cercando di perfezionare la formula. Tra il 1711 e il 1930 è riuscito ad assorbire altri 18 immortali presenti sulla nave. Ha creato diversi homunculus da usare come servitori ed agenti, ma tutti prima o poi hanno tentato di liberarsi dal suo controllo e sono stati uccisi; l'ultimo homunculus da lui creato è Ennis. Viene infine sconfitto ed assorbito da Firo.
Il più anziano nell'aspetto e in verità (era anziano già nel 1700) inizialmente pacifista diventa dedito all'omicidio alla ricerca di un sogno: diffondere l'immortalità, cosa in cui inizialmente non credeva. Alchimista e fra tutti quelli in vita uno dei più abili in tale arte, crea un homunculus di fedeltà assoluta, Ennis.
Durante l'anno 1711 si trova a bordo della nave Advena Avis insieme a tanti altri alchimisti suoi pari. Qui invocano il grande demone che conferisce a tutti l'immortalità e al solo Maiza Avaro il dono di sapere creare tale elisir. Quates fra tutti è l'unico che vuole conoscere tale segreto e per riuscire ad ottenerlo assorbe il fratello di Avaro a cui lo stesso Maiza gli aveva precedentemente infuso un po' del suo sapere. Scoperto che i vari omicidi a bordo della nave sono opera sua fugge anche se viene squartato dai compagni. Durante l'anno 1930 grazie ai suoi continui esperimenti riesce a fabbricare l'elisir completo, ma questo gli viene sottratto da Dallas Genoard, un criminale da poco, a cui verrà a sua volta sottratto da Isaac Dian un ladro che scambierà le bottiglie per vino pregiato con cui brinderà ad una festa. In preda all'ira per tutti gli sforzi andati in fumo decide di rubare il sapere direttamente a Maiza, ma viene fermato prima dalla ribelle Ennis che viene disattivata dal suo creatore e poi da Firo Prochainezo a cui prima aveva sparato. Egli come altri aveva bevuto proprio l'elisir dell'immortalità distribuito poco prima da Isaac. 

### Elmer Albatross
Elmer C. Albatross (エルマー・C・アルバトロス?, Erumā C. Arubatorosu), sempre sorridente crede che ridendo si risolva ogni problema: sarà lui a chiedere al demone di vegliare su Maiza obbligandolo a prendere sembianze umane, quelle di Ronnie Sukiart. Il suo obiettivo è far ridere di cuore la figlia del suo amico Huey Laforet.

### Gretto Avaro
Gretto Avaro (グレット・アヴァーロ?, Guretto Avāro), fratello di Maiza non condivideva le sue idee sull'immortalità ma si fa convincere dal parente e diviene immortale. Maiza spaventato dal suo sapere concede parte di esso al fratello decretandone la morte, viene infatti divorato da Szilard smanioso di conoscere il segreto.

### Czeslaw Meyer
Czeslaw Meyer (メイエル チェスワフ?, Meieru Chesuwafu), l'unico fra gli immortali ad avere le fattezze di un bambino, grazie al suo migliore amico (o parente, non è dato sapere) conosce per anni ogni tipo di tortura fino a quando esausto decide di ucciderlo. Data la sua giovane età anche se era a bordo della nave piena di alchimisti si pensa che non ne facesse parte, anche se come loro diventa immortale. Nutre un grande odio per i suoi simili e cerca di ucciderli prima che loro lo uccidano, sicuro che gli altri vogliano solo fargli del male, ciò è causato da un tremendo shock, la persona in cui nutriva fiducia lo torturò per molto tempo.
Nell'anno 1711 non esistevano gli immortali, vi erano un gruppo di alchimisti che a bordo di una nave volevano invocare il gran demone che li avrebbe resi immortali a loro dire. Meyer era fra loro e beve dal calice che lo renderà immortale, Fermet un ragazzo sembra essere il suo unico legame, non si comprende quale sia il loro legame ma i due rimangono molto uniti anche dopo quegli eventi. Il ragazzo più grande decide di effettuare esperimenti sul bambino, legandolo a letto e torturandolo in ogni modo fino a quando Czeslaw non trova altra strada che divorare il corpo del suo amico liberandosi.
Ricevuto un invito da parte del suo vecchio amico Maiza decide di salire sul treno con l'intenzione una volta raggiunto di ucciderlo. Sul treno fa prima amicizia con la figlia del senatore e poi con Isaac Dian e Miria Harvent a cui confida il suo vero nome. Preoccupato, finge di essere un normale ragazzino di 10 anni circa, quando vede Ladd Russo scatenarsi e capendo che non si tratta di un immortale gli chiede aiuto, sicuro che accetta finisce con l'essere ucciso a colpi di fucile. Appena Russo esce dalla stanza il ragazzino si ricompone non sapendo di essere osservato da Claire Stanfield, noto come "Vino". L'assassino rimane molto incuriosito dalle proprietà del corpo immortale, felice di provare nuove torture, Meyer non ha la forza di opporsi. Stanco di soffrire, distrutto nello spirito ma ancora impaurito quando sente una voce farsi più vicina pensa solo ad ucciderla: si tratta di Isaac Dian che con la sua amica cercano di salvarlo da dove si trovava riuscendoci per poco. Ripresosi e recuperato il sangue perso Czeslaw riconosce in Isaac un immortale e tenta di allungare la mano per ucciderlo, lui invece la prende stringendola e abbracciandolo, conosce per la prima volta un affetto sincero e decide di lasciar perdere. Alla fine della serie viene "consegnato" come regalo per Ennis amica dei due che è felice di "ricevere un fratello".

### Sylvie Lumiere
Sylvie Lumiere (シルヴィ・リュミエール?, Shiruvi Ryumiēru), unica ragazza del gruppo non berrà subito l'elisir decidendo di farlo anni dopo con il corpo più adulto. Lei è innamorata di Gretto ma lui verrà divorato da Szilard e lei si salverà solo perché al momento non era ancora immortale. In tempi attuali è diventata una cantante dilettante che si esibisce nei locali.

### Beg Caroto
Beg Caroto (ベグ・ガロット?, Begu Garotto), barba e baffi, fra tutti quello più misterioso, di lui si sa pochissimo.

### Nile
Nile (ナイル?, Nairu), abile con i pugnali, capelli rasta, odia Szilard, sarà lui a salvare Sylvie dalle sue grinfie.

### Denkurō Tōgō
Denkurō Tōgō (東郷 田九郎?, Tōgō Denkurō), abile alchimista aiuta Maiza nell'invocazione.

### Lebreau Fermet Viralesque
Lebreau Fermet Viralesque (ラブロ・フェルメート・ヴィラレスク?, Reburo Ferumēto Viraresuku), un ragazzo con i capelli tanto lunghi che gli coprono gli occhi. Colui che torturerà per anni Czeslaw, finirà ucciso da lui.

## Famiglia Genoard
I Genoard sono una piccola famiglia mafiosa di scarsa importanza, la storia inizia con un massacro dove di loro rimangono in vita solo Dallas e sua sorella Eve.

### Dallas Genoard
Dallas Genoard (ジェノアード・ダラス?, Darasu Jenoādo), criminale scomparso alla cui ricerca si dedica la sorella. Sbruffone, teppista pensa di essere importante mentre non è considerato dalla famiglie mafiose del luogo. L'unica persona a cui si dimostra legato è sua sorella Eve Genoard. Se ne parla solo mentre non viene mostrato il come, ma Dallas conosce i mandanti degli omicidi della sua famiglia (oltre a lui rimase solo la sorella) e avverte tramite telefono la famiglia mafiosa responsabile facendo il nome di "Gustavo" il reale responsabile degli omicidi che aveva agito senza autorizzazione: per questo il capo dell'"Onorata" chiede ai suoi uomini di eliminarlo. La vendetta di Luck Gandor per la morte dei suoi uomini sarà spietata: Dallas verrà intombato in un blocco di cemento e gettato in un fiume, rimanendo prigioniero per l'eternità.
Incontra per caso un anziano che porta con sé una cassa dal contenuto misterioso, visto con quale cura la protegga Dallas pensa che vi sia un qualcosa di prezioso all'interno e l'attacca con i suoi tre amici che porta sempre dietro, ma interviene il giovane capo della famiglia Martigio Firo Prochainezo che dopo averli avvertiti li stende tutti. Dallas si rialza in tempo per derubare il vecchio, scopre quindi il contenuto della cassa: qualche bottiglia che presume contenga vino o similare. Incontra quindi Isaac Dian e Miria Harvent e decide di picchiare il ragazzo ma questa volta è Ennis ad intervenire, homunculus inviato da Szilard Quates vero proprietario del liquido contenuto nella bottiglia: l'elisir dell'immortalità. Portato al cospetto dell'alchimista fa bere a lui e ai suoi compagni un liquido di minore potenza: lo renderà immortale ma non eternamente giovane. Uccide uno di loro per dimostrare i suoi poteri e invia gli altri, compreso Dallas al recupero delle bottiglie che nel frattempo avevano consegnato a Luck Gandor e compagni.

### Eve Genoard
Eve Genoard (イブ・ジェノアード?, Ibu Jenoādo), sorella di Dallas. Per tutta la serie cerca disperatamente di trovare il fratello, non le importa dei soldi a cui sembra dare la colpa dei suoi mali, tanto che Isaac Dian e Miria Harvent la rapineranno credendole di fare un favore.
Preoccupata per la scomparsa di suo fratello va alla sua ricerca chiedendo informazioni al Daily News, giornale locale dove non scopre nessuna informazione di rilievo, successivamente viene rapita dagli stessi assassini dei suoi genitori, Gustavo e compagni dell'onorata famiglia. Fugge anche grazie alla complicità di uno dei malfattori e raggiunge l'unica persona che conosce la verità sulla fine di suo fratello: Luck Gandor che la informa crudelmente del fatto che egli l'aveva prima cosparso di cemento armato e poi gettato in un fiume, ma lui essendo diventato immortale si pensa sia ancora in vita. La serie termina con la ragazza che osserva i lavori che dovrebbero recuperare suo fratello.

### Samath
Samath, donna di servizio di colore della famiglia aiuta la ragazza nella sua ricerca grazie anche alle sue conoscenze fra i giornalisti.

### Benjamin
Benjamin, anziano uomo di fiducia di Eve l'aiuta nella sua ricerca.

## Isaac e Miria
Isaac Dian (アイザック・ディアン?, Aizakku Dian) e Miria Harvent (ミリア・ハーヴェント?, Miria Hāvento) sono un'eccentrica coppia di amanti ladri. Isaac attribuisce il loro successo alla stravaganza delle loro rapine, come rubare il tempo in un negozio di orologi o sottrarre la porta per impedire l'accesso a un edificio, spesso realizzate indossando vistosi costumi. Miria dimostra sempre di credere e di supportare con il massimo entusiasmo tutto ciò che Isaac dice. I due mostrano inoltre un'incredibile sintonia anche nel modo di muoversi e di coordinarsi tra loro. Hanno la tendenza ad affezionarsi rapidamente, e talvolta senza motivo, alle persone che incontrano e la loro energia ed allegria finiscono spesso per generare effetti positivi negli altri. Diventano immortali nel 1930, dopo aver scambiato l'elisir di lunga vita per dell'alcol. L'anno successivo salgono a bordo del Flying Pussyfoot e sopravvivono al massacro che avviene durante il viaggio. Nel 1934 Isaac viene arrestato da agenti in borghese con l'accusa di rapine multiple ed è imprigionato ad Alcatraz. Lo stesso anno viene liberato e si ricongiunge con Miria a Chicago. I due continuano a vivere serenamente e non si rendono conto di essere immortali fino al 2001. Isaac è doppiato in giapponese da Masaya Onosaka, Miria da Sayaka Aoki.
La coppia ha ricevuto critiche molto positive, con la maggior parte dei commenti che li descrivono come i personaggi più divertenti e che asseriscono che la serie non sarebbe la stessa senza di loro. Il critico Theron Martin di Anime News Network li ha premiati come "coppia dell'anno" nel 2009. Compaiono in un cameo nell'undicesima puntata della serie Durarara!!, tratta da una serie di light novel dello stesso Narita.

## Huey Laforet e seguaci

### Huey Laforet
Huey Laforet (ヒューイ・ラフォレット?, Hyūi Raforetto) curioso come il demone, non ha fretta sulla decisione da prendere in riguardo dell'elisir dell'immortalità (sul diffonderlo o meno). Ha una figlia, Chane che ha cresciuto come un obbediente cavia. Dopo secoli diventa una celebrità ma viene catturato. Con il preciso intento di farlo fuggire di prigione i Lemuri assaltano il treno.

### Chane Laforet
Chane Laforet (シャーネ・ラフォレット?, Shāne Raforetto), figlia di Huey uno dei primi immortali, difende suo padre a qualunque costo, è muta. Muta, fedelissima a suo padre Huey Laforet che la utilizza per i suoi scopi come se fosse una cavia, la ragazza ignorando la verità lo difende a qualunque costo. Esperta con le armi bianche, riesce a dialogare con il padre grazie ad una sorta di legame telepatico. Sembra attratta da Claire Stanfield. Da bambina riusciva a parlare tranquillamente, suo padre un immortale eternamente giovane decide di trasmettergli parte della sua conoscenza. Contento di averlo fatto ma conscio della responsabilità datagli Huey le chiede quale fosse un suo desiderio, così poteva accontentarla: la ragazza le chiede di diventare muta e il padre acconsente alla richiesta. Della sua cieca obbedienza il padre in seguito ne parlerà con i suoi amici, contento di come sia cresciuta la cavia.
Sale con gli uomini in nero, si muove soltanto quando comprende che Ladd Russo può rappresentare un pericolo per suo padre, lo affronta sopra il treno e la donna grazie al suo pugnale riesce a difendersi bene dalle aggressioni del mafioso. Quando Ladd scopre la verità sul padre di lei la fa infuriare dicendole ciò che pensa, che suo padre la starebbe usando, continua dicendo che lo ucciderà davanti ai suoi occhi e lo scontro fra i due continua fino a quando interviene Claire Stanfield dove prima afferma che ucciderà chi rimarrà in vita fra i due e poi chiede alla donna di sposarlo colpito sia dalla bellezza che dalla dedizione che ha verso suo padre; la sua risposta la dovrà incidere sopra un vagone. La ragazza alla fine inciderà una risposta vaga dicendo che lo aspetterà a Manhattan. I due si reincontreranno e Chane accetterà di frequentare Claire per conoscerlo meglio, confusa dal suo interesse per lei che nessuno aveva mai dimostrato, nemmeno suo padre.

### Lamia
Lamia (吸血鬼?, Ramia, lett. "vampiri")

### Lemuri
Lemuri (幽霊?, Remureisu, lett. "fantasmi")

## Redazione delDaily Days
Il Daily Days (デイリー・デイズ?, Deirī Deizu) è un'agenzia di stampa con sede a Chinatown, che usa il suo quotidiano come copertura per la raccolta di informazioni. Le notizie arrivano o pagando i visitatori o tramite gli inviati dell'agenzia, come Rachel (レイチェル?, Reicheru) che riporta al giornale gli eventi accaduti a bordo del treno Flying Pussyfoot. Nicholas Wayne (ニコラス・ウェイン?, Nikorasu Wein) e Elean Duga (エレアン・ドゥーガー?, Erean Dūgā) si danno il cambio all'accettazione. Nicholas aveva lavorato in precedenza per un'unità militare di intelligence e ha insegnato agli impiegati l'uso delle armi da fuoco, permettendo all'agenzia di competere con le organizzazioni circostanti e di difendersi da eventuali aggressori, vista la natura del loro lavoro.

### Presidente
Il presidente è il capo del Daily Days. Il suo volto e la sua età sono sconosciute a causa della gran quantità di carte che riempiono la sua scrivania e ne impediscono la vista. Nonostante impieghi un gran numero di persone per raccogliere le informazioni per suo conto, sembra conoscere i fatti prima che gli vengano riferiti e spesso dimostra di sapere anche più di coloro che hanno assistito agli eventi. È doppiato in giapponese da Shō Hayami.

### Gustav St. Germain e Carol
Gustav St. Germain (ギュスターヴ・サンジェルマン?, Gyusutāvu Sanjeruman) è il vicepresidente del Daily Days. Lui e la sua assistente Carol (キャロル?, Kyaroru) lavorano principalmente ad incidenti che coinvolgono immortali. Gustav è doppiato in giapponese da Norio Wakamoto, Carol da Chiwa Saitō.

## Onorata Famiglia
Camorristi temuti da tutte le famiglie.

### Gustavo Baggetta
Gustavo Baggetta, colui che uccide la famiglia Genoard e cerca disperatamente Dallas che sembra conoscere chi sia stato il mandante. Per scoprire dove si trovi rapirà sua sorella Eve.

### Lamp Sugar
Lamp Sugar, occhiali molto magro sarà lui a liberare Eve.